# Војновец Лоборски
Војновец Лоборски је насељено место у саставу општине Лобор у Крапинско-загорској жупанији, Хрватска. До територијалне реорганизације у Хрватској налазио се у саставу старе општине Златар-Бистрица.

## Становништво
На попису становништва 2011. године, Војновец Лоборски је имао 416 становника.

## Попис1991.
На попису становништва 1991. године, насељено место Војновец Лоборски је имало 524 становника, следећег националног састава:
| Попис 1991.‍ | Попис 1991.‍ | Попис 1991.‍ | Попис 1991.‍ | Попис 1991.‍ |
| ----------- | ----------- | ----------- | ----------- | ----------- |
|             |             |             |             |             |
| Хрвати      | Хрвати      |             | 523         | 99,80%      |
| непознато   | непознато   |             | 1           | 0,19%       |
| укупно: 524 |             |             |             |             |